# Ray Charles (singolo)
Ray Charles è un brano musicale del gruppo statunitense hip hop Chiddy Bang, pubblicato il 14 novembre 2011 come secondo singolo estratto dall'album Breakfast. Il brano è un tributo al musicista Ray Charles.

## Tracce
1. Ray Charles – 3:43

## Classifiche
| Classifica (2012) | Posizione massima |
| ----------------- | ----------------- |
| Australia         | 54                |